# Предвыборная программа
Предвы́борная программа (предвы́борная платформа) — концептуальный документ, обнародуемый кандидатом или избирательным объединением (политической партией или блоком) во время избирательной кампании, незадолго до её начала и затрагивающий наиболее актуальные проблемы развития страны (региона, территории, населённого пункта) и предлагаемые пути их решения.
Программа политической партии или кандидата — это документ, в котором излагаются цели и задачи политической партии, способы их достижения, а также идеологические установки кандидата или членов партии.
Программа относится к числу важнейших идентификационных признаков партий, наравне с наименованием, символикой и лозунгами.
В некоторых государствах (в том числе и в Российской Федерации) закон обязывает политические партии иметь партийные программы.
Основной задачей предвыборных программ является привлечение сторонников путём формирования убеждения среди избирателей в правильности избранных данной партией или кандидатом целей и способов их достижения.

## Содержание предвыборных программ
В общем смысле содержание программ политических партий или кандидатов распадается на два основных элемента:
- Управленческие аспекты (описание первоочерёдных действий, которые партия или кандидат намереваются реализовать вскоре после обретения государственной власти).
- Идеологические аспекты (обозначение желаемого образа будущего, презентация системы взглядов и идей, разделяемых членами партии или кандидатом).

## Классификация предвыборных программ
По идеологической направленности программы, в зависимости от политической принадлежности актора, могут быть:
- Либеральными;
- Социал-демократическими;
- Социалистическими или коммунистическими;
- Националистическими;
- Фашистскими.

По отражаемым в программе способам действия:
- Программы реформистских партий и кандидатов-реформаторов (предполагают постепенное преобразование общества путём законных, мирных действий).
- Программы революционных партий и революционных лидеров (ориентируют сторонников на достижение своих целей путём стремительных действий, сопряжённых с насилием).

## Оценки роли предвыборных программ
Оценки роли и значения предвыборных программ со стороны экспертов-политологов и политтехнологов разнятся:
- Одни расценивают предвыборные программы как основной ресурс избирательной кампании;[4]
- Другие выражают умеренно критическое отношение: объём и содержание программы не влияют на количество голосов, получаемых на выборах, а содержательная дискуссия по программе идёт скорее в минус кандидату («избиратели не поймут»).

С понятием предвыборной программы тесно связано понятие послания, которое представляет собой сжатое содержание основных принципов и приоритетов предвыборной программы.